# Johann Georg Sturm

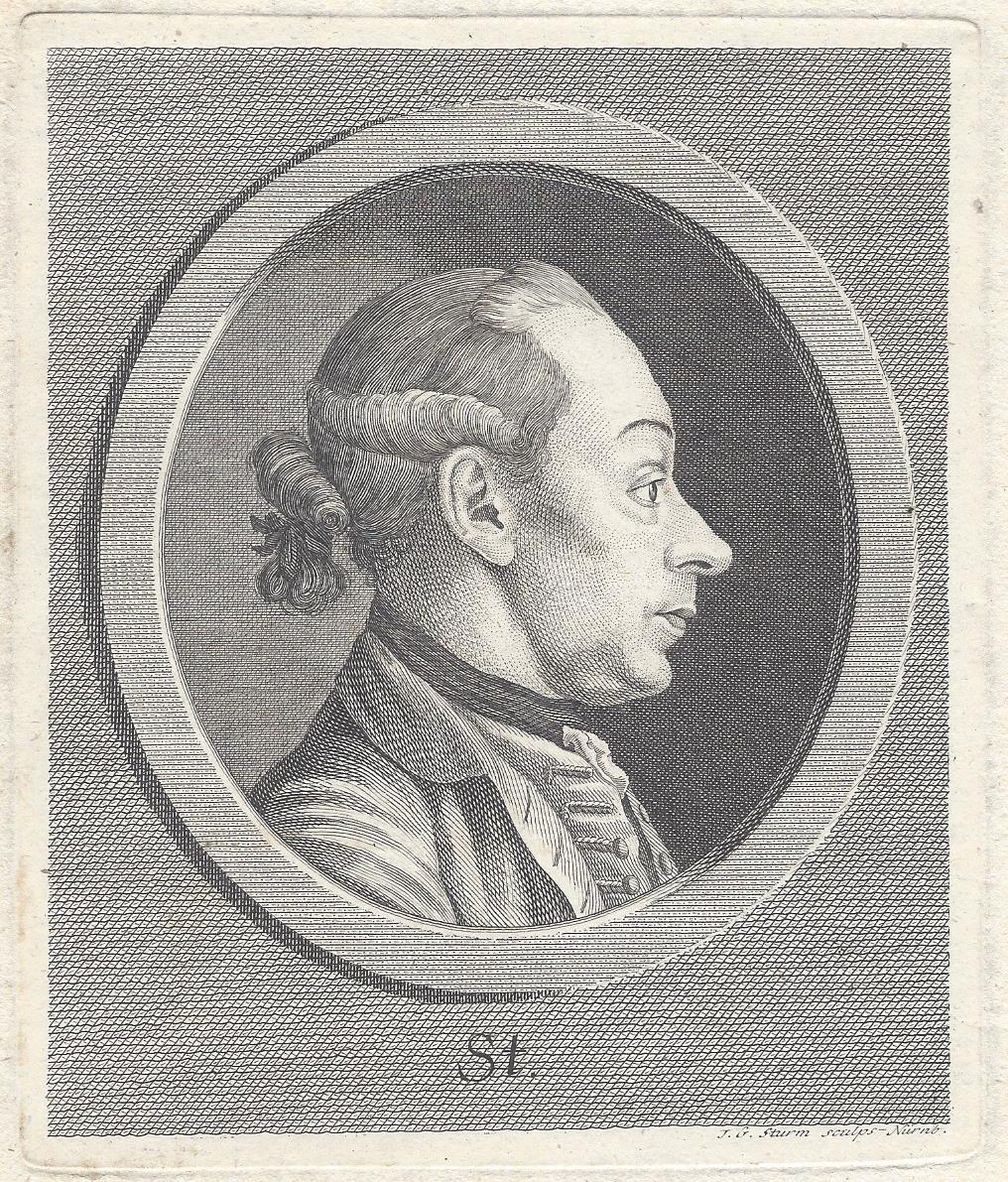
Johann Georg Sturm, Selbstporträt um 1775

Johann Georg Sturm (auch Johann George Sturm; * 9. März 1742 in Wöhrd bei Nürnberg; † 9. April 1793 ebenda) war ein deutscher Kupferstecher.

## Leben und Werk
Johann Georg Sturm war der Sohn des Daniel Sturm. Er erlernte das Handwerk des Kupferstechens in Basel. Er stach im Auftrag von Johann Caspar Lavater eine Reihe von Blättern für dessen Physiognomische Fragmente. Weiter arbeitete er für den Göttinger Musenalmanach. Seine Kupferstiche zeigen häufig Porträts, so Darstellungen Voltaires und Gebirgslandschaften. Sturm kehrte nach Nürnberg zurück und erwarb im Jahr 1778 ein Haus am Lorenzer Platz Nr. 25, das er später wieder verkaufte. In den Jahren 1783 bis 1793 war er als selbständiger Kupferstecher aktiv.
Sturm heiratete am 10. Juli 1770 Ursula Barbara (geborene Landeck), eine Tochter des Uhrmachers Achatius Landeck. Das Paar hatte mehrere Kinder. Seinen Sohn Jacob Sturm bildete er zunächst selbst zum Kupferstecher aus und  beteiligte sich an dessen Spezialgebiet den Pflanzendarstellungen. Seine Tochter Christina Clara Sophia heiratete den Maler Georg Jacob Messerer.

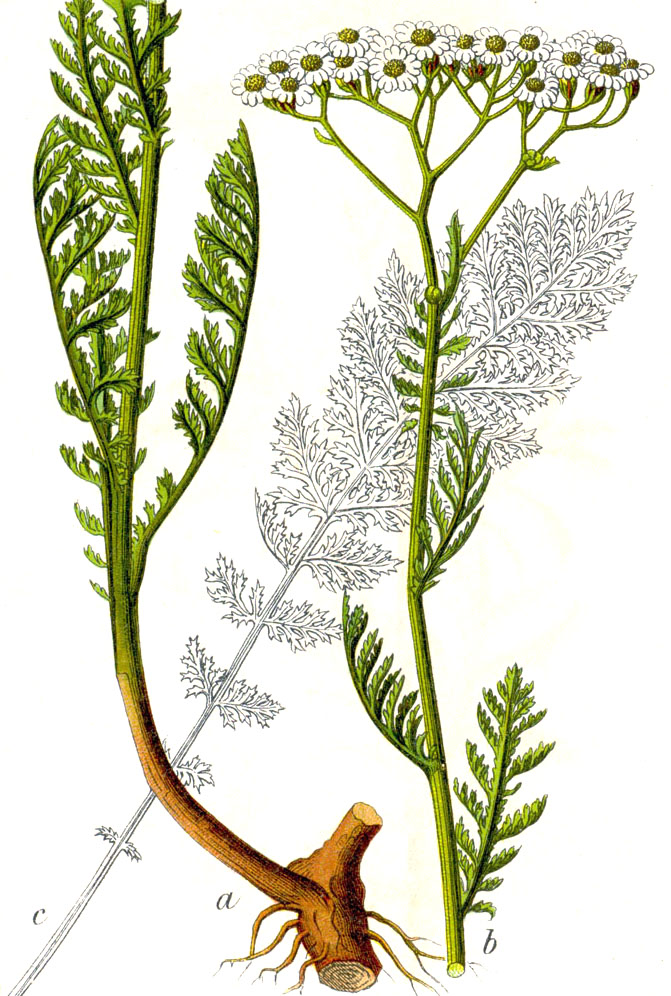
Edelgarbe, Achillea nobilis
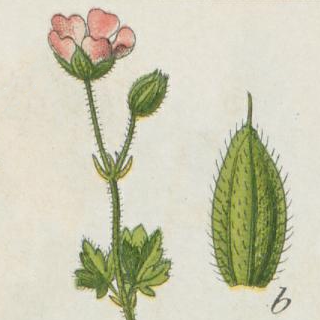
Blütenstand: Geranium divaricatum Ehrh.
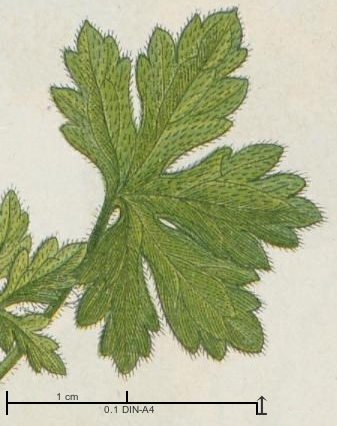
Blatt Geranium divaricatum Ehrh.
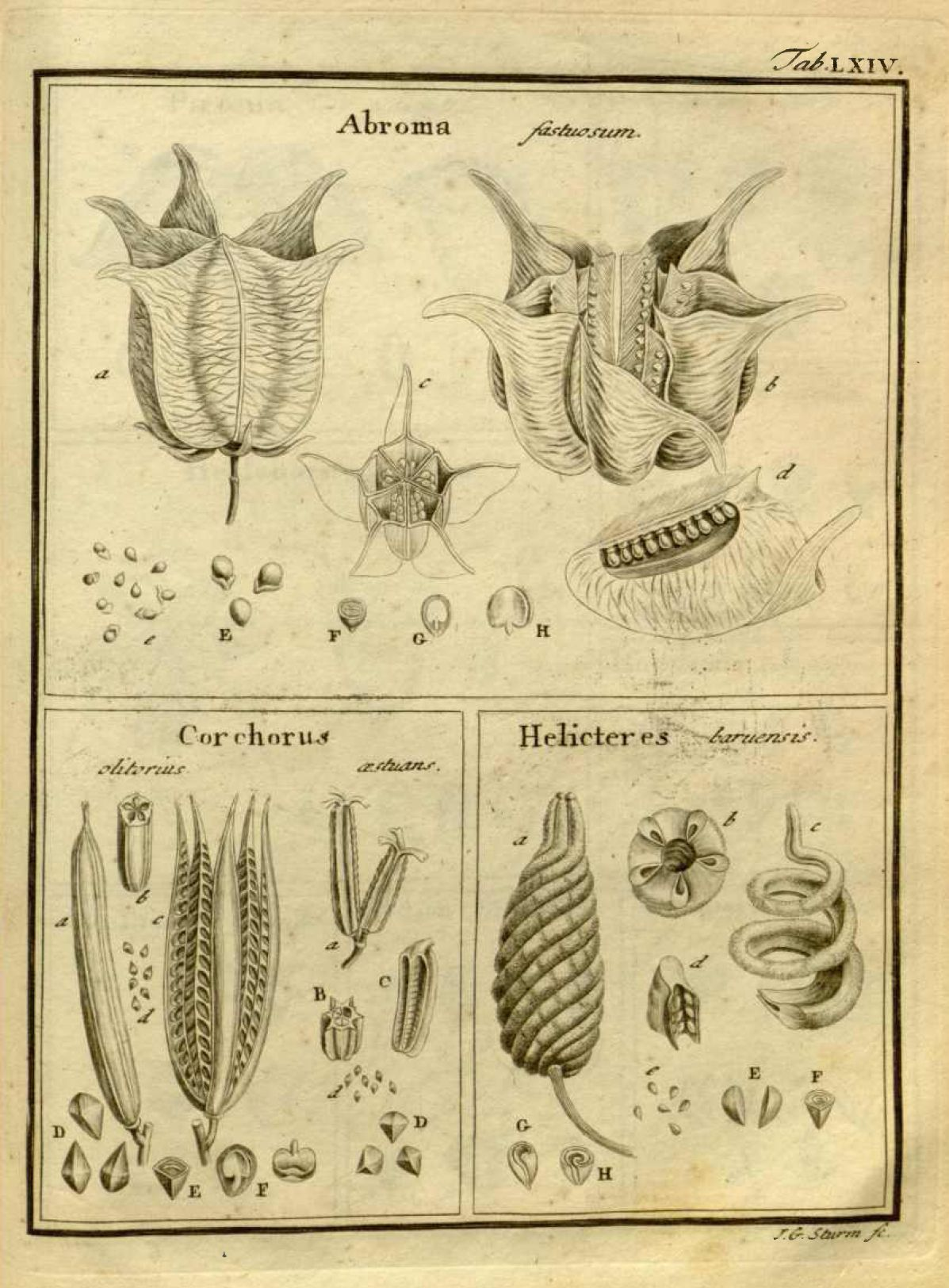
Abroma fastuosum, Corchorus und Helicteres baruensis

## Veröffentlichungen
- Jacob Sturm, Johann Georg Sturm: Deutschlands Flora in Abbildungen. Tafeln. Nürnberg 1796, urn:nbn:de:hebis:30:3-92553 (biolib.de).